# 電通プロモーションプラス
株式会社電通プロモーションプラス（でんつうプロモーションプラス、英: DENTSU PROMOTION PLUS INC.）は、東京都港区に本社を置く電通グループの広告制作会社。

## 概要
印刷・プロモーションの電通アクティス（旧・電通印刷）、電通アクティス（大阪）、製版・デザインの電通コーテック（旧・電通製版所）及びイベント・スペース・CM・映像制作会社であった電通プロックス（旧・電通映画社）の4社合併により、1996年4月に創立された。オリンピック、ワールドカップ、愛知万博などメガイベントの実制作も手がけた。
広告制作プロダクションとしては世界最大の規模と売り上げを誇る。

## 沿革
- 1996年（平成8年）4月 - 電通アクティス東京、電通プロックス、電通コーテック、電通アクティス大阪の4社が合併し、「株式会社電通テック」が創立。電通築地第三ビル（電通テック本社ビル）を本社ビルとする。
- 1997年（平成9年）9月 - 株式を店頭公開（現・JASDAQ）。
- 2003年（平成15年）5月 - 分散している事務所を統合し、東京都中央区築地一丁目の電通テック本社ビルに本社を移転。
- 2004年（平成16年）7月 - 増資を引き受け、中影電通テック広告有限公司を子会社とする。
- 2006年（平成18年）
  - 4月 - 株式交換により電通の完全子会社となり、上場廃止。
  - 7月 - 大型撮影用スタジオを持つ株式会社横浜スーパー・ファクトリーの全株式を取得し、子会社とする。
- 2007年（平成19年）7月 - 顧客対応サービス専門会社・株式会社電通カスタマーアクセスセンターを設立。
- 2008年（平成20年）2月 - 郵便事業、電通と共同でダイレクトプロモーションを推進する合併会社・株式会社JPメディアダイレクトを設立。
- 2009年（平成21年）4月 - クリエーティブコンテンツ制作事業の専門会社・株式会社電通クリエーティブX（クロス）を設立。
- 2011年（平成23年）
  - 1月 - 株式会社ピクト、株式会社横浜スーパー・ファクトリー、および株式会社電通クリエーティブXの3社を電通子会社へ異動。
  - 4月 - オンデマンド印刷を基盤としたグラフィック制作サービス会社・株式会社電通オンデマンドグラフィックを設立。
  - 10月 - アジア地域におけるプロモーション関連事業を手掛けるプロモテックをシンガポールに設立。
  - 12月 - 中影電通テック広告有限公司を独資化し、社名を電通テック北京広告有限公司に変更。
- 2012年（平成24年）
  - 3月 - プロモテックの子会社としてプロモテックインド（グルガオン）およびプロモテックインドネシア（ジャカルタ）を設立。
  - 7月 - 株式会社アイコンが株式会社電通イベントオペレーションズに社名変更。
  - 8月 - 電通テック北京広告有限公司が販促プレミアム類の調達および生産管理強化のため、広東省東莞市に支社を開設。
  - 12月 - プロモテックの子会社としてテックアクションインドネシア（ジャカルタ）とテックデザインインドネシア（ジャカルタ）を設立。
- 2013年（平成25年）
  - 4月 - プロモテックの子会社としてプロモテックベトナム（ホーチミン）を設立。
  - 7月 - プロモテックの子会社としてプロモテックシナジー（クアラルンプール）とプロモテックタイランド（バンコク）を設立。
- 2014年（平成26年）9月 - 本社を東京都千代田区内幸町1丁目5番3号 新幸橋ビルディングに移転。
- 2015年（平成27年）11月 - プロモテック各社の統括会社としてプロモテックIHQ（バンコク）を設立。
- 2017年（平成29年）1月 - プロモーション領域における成長戦略を加速させるため事業再編を実施。電通のイベント＆スペース・デザイン局と電通テックのイベント＆スペース関連部署を統合し、これまでの電通テックを株式会社電通ライブに改組改称。新たな「株式会社電通テック（2代目）」を設立。
- 2022年（令和4年）4月 - 「株式会社電通プロモーションプラス」に社名変更。グループ2社を統合し、株式会社電通プロモーションエグゼを発足。
- 2023年（令和5年）10月 - 本社を東京都港区東新橋1丁目8番1号 電通本社ビル33Fに移転[2]。

## 関係会社
- 電通イベントオペレーションズ
- 電通リテールマーケティング
- 電通カスタマーアクセスセンター
- 電通オンデマンドグラフィック
- マイデータ・インテリジェンス
- 電通テック北京広告有限公司
- PROMO TEC PTE. LTD.